# تیسفیورن
تیسفیورن (نروژی: Tysfjorden) یا دیوتاسوودنا (سامی لوله: Divtasvuodna) یک آبدره در استان‌ نوردلاند نروژ است. این آبدره مرز بین شهرداری‌های نارویک و همروی است. آبدره تیسفیورن، عمیق‌ترین آبدره در نروژ شمالی است و ژرفای آن به ۸۹۷ متر (۲٬۹۴۳ فوت) می‌رسد.